# رئوس مطالب روابط اجتماعی
روابط اجتماعی یک واژه فراگیر بوده و شامل سیاست اجتماعی و مدیریت اجتماعی است که هر دو با زمینه‌های علوم سیاسی و علوم اقتصادی پیوند نزدیکی و تنگاتنگی دارند.
مباحث سیاست اجتماعی عموماً آشکارا مورد توجه قرار می‌گیرند. کسانی که در این جُستارها شرکت می‌کنند باید دارای دیدگاه‌های خاصی باشند تا بتوانند بحث را همراهی کنند.
روابط اجتماعی اینگونه نیست و بر روی روش‌های مدیریت اجتماعی که با استفاده از نمونه‌های تاریخی و نتایج ثبت شده شکل می‌گیرد، متمرکز است.
روابط اجتماعی را می‌توان به صورت مدیریت مفید روابط حقوقی و فرهنگی تعریف کرد. (جرمی کین، همکار بنیاد EPPA، مشاوران روابط اجتماعی سراسر اروپا)
عملگرایی به چگونگی و تفسیر عمومی روابط اجتماعی می‌پردازد.
فهرست موضوعات روابط اجتماعی:
- حکومت، دولت، شیوه‌های حکومت
  - جمهوری
  - مردم‌سالاری
  - پادشاهی
- امنیت
  - جرم، دادرسی جنایی
  - نظامی
  - دفاع غیرنظامی، آمادگی اضطراری، گروه‌های پاسخگو در موقعیتهای اضطراری
- قانونی، بی‌قانونی
  - سلامت عمومی، آلودگی، معاملات اوراق بهادار
  - سیاست صنعتی، سیاست سرمایه‌گذاری، مالیات، تعرفه گمرکی و تجارت
- بودجه
  - وضع مالیات (مالیات بندی)
  - سوسیالیسم (اشتراک‌باوری)
  - فن‌سالاری (حکومت مهندسان و دانشمندان علوم)
- مدیریت
- درجات روابط اجتماعی